# Ladislav Adamec
Ladislav Adamec (Frenštát pod Radhoštěm, 10 de setembro de 1926 — Praga, 14 de abril de 2007) foi um político comunista checoslovaco. Atuou como primeiro-ministro da República Socialista Checa de 1987 a 1988 e da República Socialista da Checoslováquia entre 1988 e 1989.

## Juventude
Adamec nasceu na Morávia em 10 de setembro de 1926.

## Carreira
Adamec ingressou no Presidium em março de 1987 e serviu como primeiro-ministro da República Socialista Tcheca de março de 1987 a 1988. Após a aposentadoria do primeiro-ministro Lubomír Štrougal em 12 de outubro de 1988, ele assumiu o cargo, servindo assim como o último Primeiro-ministro comunista da Tchecoslováquia. Ele serviu no cargo de 12 de outubro de 1988 a 7 de dezembro de 1989. Marián Čalfa sucedeu Adamec como primeiro-ministro. 
Em 20 de dezembro, Adamec tornou-se secretário-geral do Partido Comunista da Tchecoslováquia. No entanto, ele não era o líder de fato do país; o partido havia renunciado ao monopólio do poder em 29 de novembro.
Em março de 1990, Adamec tornou-se presidente do Partido Comunista. A postagem foi criada com sua nomeação.

## Revolução de Veludo
A Revolução de Veludo durou de 17 de novembro a 29 de dezembro de 1989. Durante a Revolução de Veludo, os manifestantes estudantis tomaram as ruas de Praga no que se tornou uma derrubada do governo. Grandes manifestações ocorridas em 25 e 26 de novembro, e uma greve pública em 27 de novembro, levaram o regime comunista a realizar uma conferência com o Fórum Cívico. O Fórum exigiu que Adamec formasse um novo governo - que incluiria os partidos políticos existentes e o Fórum Cívico. O governo federal de Adamec esteve em contato com diferentes líderes desde 21 de novembro e, em 26 de novembro, o Adamec chegou a dirigir-se às multidões em Letná.

## Morte
Adamec morreu em 14 de abril de 2007, aos 80 anos.